# Veit Dengler
Veit Valentin Dengler (* 21. November 1968 in Graz) ist ein österreichischer Manager und Politiker. Von 1. Oktober 2013 bis Juni 2017 war er Chief Executive Officer (CEO) der NZZ-Mediengruppe, einem Medienunternehmen in der Schweiz mit dem publizistischen Flaggschiff Neue Zürcher Zeitung (NZZ). Von April 2018 bis Ende 2021 war Dengler Mitglied der Konzerngeschäftsleitung der deutschen Bauer Media Group.
Gemeinsam mit Matthias Strolz konzipierte Dengler 2012 eine neue liberale Partei, NEOS – Das Neue Österreich und Liberales Forum, und war bis Oktober 2013 stellvertretender Vorsitzender. Seit dem 24. Oktober 2024 ist er Abgeordneter zum Nationalrat.

## Leben
Veit V. Dengler verfügt über akademische Abschlüsse der Kennedy School of Government der Harvard University und der Wirtschaftsuniversität Wien. Von 1987 bis 1990 war Dengler journalistisch als Reporter im Osteuropa-Büro des Time Magazine tätig. In seiner Karriere hatte er verschiedene Positionen bei Procter & Gamble, McKinsey und T-Mobile inne. Während sieben Jahren war Dengler beim Technologieanbieter Dell tätig, zuletzt verantwortete er den Geschäftsbetrieb in 32 Ländern in Ost- und Zentraleuropa. 2012 arbeitete er als Senior Vice President des internationalen Geschäftsbereichs für Groupon. Im Oktober 2013 wurde Dengler zum CEO der NZZ-Mediengruppe bestellt.
Am 7. Juni 2017 gab die NZZ-Mediengruppe bekannt, dass Dengler das Unternehmen verlassen werde. Als Grund wurden Meinungsverschiedenheiten zwischen Dengler und dem Verwaltungsrat darüber, wie die strategische Ausrichtung des Unternehmens anzusetzen sei, genannt. Ab April 2018 übernahm Dengler als Chief Operating Officer in der Konzerngeschäftsführung der deutschen Bauer Media Group die Leitung der Aktivitäten in Großbritannien, den USA, Australien und weiteren Ländern sowie die Entwicklung neuer Geschäftsfelder. Ende 2021 verließ er das Unternehmen. 2022 war er Visiting Fellow am Reuters Institute for the Study of Journalism der Oxford University. Im gleichen Jahr gründete er das Beratungsunternehmen Draw.Solutions. Im Standard schreibt er seit 2022 eine Kolumne, in der Kleinen Zeitung veröffentlicht er Beiträge.

## Politik und Privates
Im Jahr 2011 haben Matthias Strolz und Dengler die Gründung einer neuen liberalen Partei für Österreich konzipiert. Beim Gründungskonvent am 27. Oktober 2012 wurde Dengler zum stellvertretenden Vorsitzenden von Neos – Das Neue Österreich, gewählt. Zusätzlich übernahm er im Januar 2013 die Geschäftsführung. Nach dem Dienstantritt bei der NZZ-Mediengruppe trat Dengler von beiden Funktionen zurück.
Dengler ist als Sohn des österreichischen Botschafters Johann Josef Dengler (1921–2011) und der Musikerin Gudrun Dengler in Österreich, Ungarn und Finnland aufgewachsen. Er ist geschieden und hat vier Kinder. Der christlichsoziale Politiker Josef Dengler war sein Großvater.
Für die Nationalratswahl 2024 wurde er Spitzenkandidat der steirischen NEOS-Landesliste.